# ダリー・ランドリアンテフィー
ダリー・ランドリアンテフィー（Dally Randriantefy, 1977年2月23日 - ）は、マダガスカル・アンタナナリボ出身の女子プロテニス選手。当地から登場した最初の本格的なプロテニス選手として、息の長い活動を続けてきた人である。シングルス自己最高ランキングは44位。4大大会の女子シングルスでも、ウィンブルドン選手権を除く3大会で3回戦に勝ち進み、いずれも当地のテニス選手として史上初の偉業を打ち立ててきた。身長165cm、体重60kg。右利き、バックハンド・ストロークは両手打ち。

## 来歴
マダガスカルはアフリカの東南部からインド洋に浮かぶ島国で、人口は1800万人ほどである。父親はスポーツ教育者、母親は言語学の教授という家庭に生まれたランドリアンテフィーは、8歳の時から喘息の治療のためにテニスを始めたが、それまではクラシック・バレエを習っていた。1991年11月から女子テニスツアーの下部組織の大会を回り始めた彼女は、早くも1992年のバルセロナ五輪でオリンピックに初出場した。1994年6月にイギリス・イーストボーン大会（芝生コート、ウィンブルドン選手権前哨戦の1つ）でWTAツアーのイベントに初出場。1995年の全豪オープンで、ランドリアンテフィーはマダガスカルのテニス選手として最初の大きな一歩を踏み出した。予選3試合を勝ち抜き、当地の選手として初の4大大会本戦進出を決めた彼女は、本戦でも第4シードのマリー・ピエルスとの3回戦に勝ち進んだ。この後全仏オープンとウィンブルドンでは予選会で敗退したが、全米オープンで本戦初出場がある。
1996年のアトランタ五輪で、ダリー・ランドリアンテフィーはマダガスカルのオリンピック代表選手として旗手を務めたが、本人はこの経験を「人生で最も忘れ難い出来事」と語っている。2度目のオリンピックでは、女子シングルス1回戦で第8シードの伊達公子に 0-6, 1-6 で敗退した。それから、彼女は全米オープンで初の3回戦進出を決め、第2シードのモニカ・セレシュに挑戦した。1996年度はすべての4大大会でシングルス本戦に出場し、彼女のテニス経歴でも好調な年であった。しかし、1997年全豪オープンで1回戦敗退に終わった後、彼女は長い間4大大会などの晴れ舞台から遠ざかってしまう。
1997年、マダガスカルの女子テニス国別対抗戦・フェドカップ初出場が実現した。ランドリアンテフィーは故国がフェドカップに初出場を果たした時、1997年にチーム代表選手として出場し、シングルス6戦全勝・ダブルス2戦全勝（総計8戦全勝）を記録した。代表チームには、彼女の姉妹の1人であるナターシャ・ランドリアンテフィーも加わった。しかし、当地のテニス界では団体戦参加に必要な選手の確保が難しく、2000年を最後にマダガスカルはフェドカップから遠ざかっている。
ダリー・ランドリアンテフィーは2002年全仏オープンで、5年ぶりに4大大会本戦の舞台に戻ってきた。久しぶりに予選3試合を勝ち抜き、本戦ではセリーナ・ウィリアムズとの2回戦まで勝ち進む。2003年、彼女は全仏オープンでも初の3回戦進出を決めた。ランドリアンテフィーの4大大会3回戦進出は、モニカ・セレシュに挑んだ1996年全米オープン以来の出来事で、実に7年ぶり3度目のことになる。この大会では、彼女は第4シードのジュスティーヌ・エナン＝アーデンに 1-6, 1-6 で敗れた。これで彼女は1995年全豪オープン→ 1996年全米オープン → 2003年全仏オープンの順に3回戦に進んだことになるが、ウィンブルドン選手権では4度の本戦出場で、すべて1回戦敗退に終わっている。
2004年アテネ五輪で、彼女は自身3度目のオリンピック出場を果たす。2005年には2つの女子ツアー大会で準決勝に進出し、当地のテニス選手として史上初めて、世界ランキング50位以内に入る快挙を成し遂げた。ランドリアンテフィーは2006年1月、全豪オープンの1回戦でアクグル・アマンムラドワ（ウズベキスタン）に 3-6, 6-2, 1-6 で敗れた試合を最後に現役を引退した。

## 4大大会シングルス成績
略語の説明
| W | F | SF | QF | #R | RR | Q# | LQ | A | Z# | PO | G | S | B | NMS | P | NH |

W=優勝, F=準優勝, SF=ベスト4, QF=ベスト8, #R=#回戦敗退, RR=ラウンドロビン敗退, Q#=予選#回戦敗退, LQ=予選敗退, A=大会不参加, Z#=デビスカップ/BJKカップ地域ゾーン, PO=デビスカップ/BJKカッププレーオフ, G=オリンピック金メダル, S=オリンピック銀メダル, B=オリンピック銅メダル, NMS=マスターズシリーズから降格, P=開催延期, NH=開催なし.
| 大会           | 1995 | 1996 | 1997 | 1998 | 1999 | 2000 | 2001 | 2002 | 2003 | 2004 | 2005 | 2006 | 通算成績 |
| -------------- | ---- | ---- | ---- | ---- | ---- | ---- | ---- | ---- | ---- | ---- | ---- | ---- | -------- |
| 全豪オープン   | 3R   | 2R   | 1R   | A    | A    | A    | LQ   | LQ   | 1R   | 1R   | 2R   | 1R   | 4–7      |
| 全仏オープン   | LQ   | 2R   | LQ   | A    | A    | A    | LQ   | 2R   | 3R   | 1R   | 1R   | A    | 4–5      |
| ウィンブルドン | LQ   | 1R   | A    | A    | A    | A    | A    | LQ   | 1R   | 1R   | 1R   | A    | 0–4      |
| 全米オープン   | 1R   | 3R   | LQ   | A    | A    | LQ   | LQ   | LQ   | 1R   | 2R   | 2R   | A    | 4–5      |